# Championnat de Russie de football de troisième division 2005
Navigation
Édition précédente Édition suivante
La saison 2005 de Vtoroï Divizion est la quatorzième édition de la troisième division russe. Elle prend place du 15 avril au 29 octobre 2005.
Soixante-dix-huit clubs du pays sont divisés en cinq zones géographiques (Centre, Est, Ouest, Oural-Povoljié, Sud) contenant entre onze et dix-neuf équipes chacune, où ils s'affrontent deux à trois fois, à domicile et à l'extérieur. En fin de saison, le dernier de chaque zone est relégué en quatrième division, tandis que le vainqueur de chaque zone est directement promu en deuxième division.

## Compétition

### Règlement
Le classement est établi sur le barème de points suivant : trois points pour une victoire, un pour un match nul et aucun pour une défaite. Pour départager les équipes à égalité de points, les critères suivants sont utilisés :
1. Nombre de matchs gagnés
2. Confrontations directes (points, matchs gagnés, différence de buts, buts marqués, buts marqués à l'extérieur)
3. Différence de buts générale
4. Buts marqués (général)
5. Buts marqués à l'extérieur (général)

### Zone Centre

#### Participants
Légende des couleurs
- Relégué de deuxième division
- Promu de quatrième division

| Club                     | D3 depuis | Classement 2004     |
| ------------------------ | --------- | ------------------- |
| Mordovia Saransk         | 2005      | 21 (D2)             |
| Vitiaz Podolsk           | 2001      | 3                   |
| Lobnia-Alla              | 2004      | 4                   |
| Saliout-Energia Belgorod | 2001      | 5                   |
| Riazan-Agrokomplekt      | 2000      | 6                   |
| Spartak Tambov           | 1997      | 8                   |
| FK Ielets                | 2000      | 9                   |
| Spartak Loukhovitsy      | 1998      | 10                  |
| Iskra Engels             | 1998      | 11                  |
| Zénith Penza             | 2002      | 12                  |
| Saturn-2 Iegorievsk      | 1998      | 14                  |
| Titan Moscou             | 1998      | 15                  |
| Don Novomoskovsk         | 1996      | 16                  |
| Lokomotiv Kalouga        | 1998      | 17                  |
| Spartak-MJK Riazan       | 2005      | 1 (D4, Anneau d'or) |
| Lokomotiv-M Serpoukhov   | 2005      | 1 (D4, Podmoskovié) |
| Lokomotiv Liski          | 2005      | 3 (D4, Tchernozem)  |
| Nika Moscou              | 2005      | 4 (D4, Moscou)      |

#### Classement
| Rang | Équipe                   | Pts | J  | G  | N | P  | Bp | Bc | Diff |
| ---- | ------------------------ | --- | -- | -- | - | -- | -- | -- | ---- |
| 1    | Saliout-Energia Belgorod | 85  | 34 | 27 | 4 | 3  | 79 | 26 | +53  |
| 2    | Riazan-Agrokomplekt      | 80  | 34 | 24 | 8 | 2  | 76 | 18 | +58  |
| 3    | Vitiaz Podolsk           | 79  | 34 | 25 | 4 | 5  | 84 | 31 | +53  |
| 4    | Spartak Loukhovitsy      | 65  | 34 | 19 | 8 | 7  | 50 | 22 | +28  |
| 5    | Saturn-2 Iegorievsk      | 54  | 34 | 15 | 9 | 10 | 55 | 40 | +15  |
| 6    | Spartak-MJK Riazan P     | 53  | 34 | 15 | 8 | 11 | 45 | 41 | +4   |
| 7    | Mordovia Saransk R       | 51  | 34 | 15 | 6 | 13 | 46 | 41 | +5   |
| 8    | Lokomotiv Liski P        | 48  | 34 | 14 | 6 | 14 | 42 | 46 | -4   |
| 9    | Spartak Tambov           | 46  | 34 | 14 | 4 | 16 | 35 | 36 | -1   |
| 10   | Don Novomoskovsk         | 46  | 34 | 13 | 7 | 14 | 39 | 46 | -7   |
| 11   | Nika Moscou P            | 45  | 34 | 12 | 9 | 13 | 44 | 46 | -2   |
| 12   | FK Ielets                | 43  | 34 | 12 | 7 | 15 | 40 | 52 | -12  |
| 13   | Lobnia-Alla              | 38  | 34 | 11 | 5 | 18 | 44 | 59 | -15  |
| 14   | Lokomotiv Kalouga        | 37  | 34 | 11 | 4 | 19 | 37 | 53 | -16  |
| 15   | Lokomotiv-M Serpoukhov P | 35  | 34 | 9  | 8 | 17 | 36 | 48 | -12  |
| 16   | Zénith Penza             | 34  | 34 | 9  | 7 | 18 | 34 | 56 | -22  |
| 17   | Iskra Engels             | 20  | 34 | 6  | 2 | 26 | 26 | 68 | -42  |
| 18   | Titan Moscou             | 5   | 34 | 1  | 2 | 31 | 10 | 95 | -85  |

Promotion en deuxième division
- 1er : promotion

Relégation en quatrième division
- 17e : rétrogradation

- 18e : abandon

Abréviations
- P : Promu de quatrième division
- R : Relégué de deuxième division

1. ↑  L'Iskra Engels se retire de la compétition à l'issue de la saison.
2. ↑  Le Titan Moscou se retire de la compétition au bout de dix-huit journées pour des raisons financières. Ses matchs restants sont comptés comme des défaites sur tapis vert sur le score de 3-0 en faveur de l'adversaire.

### Zone Est

#### Participants
Légende des couleurs
- Promu de quatrième division

| Club                         | D3 depuis | Classement 2004   |
| ---------------------------- | --------- | ----------------- |
| Dinamo Barnaoul              | 1994      | 3                 |
| Metallourg Krasnoïarsk       | 2003      | 4                 |
| Zvezda Irkoutsk              | 1997      | 5                 |
| Smena Komsomolsk-sur-l'Amour | 2002      | 6                 |
| Okean Nakhodka               | 1997      | 7                 |
| Irtych-1946 Omsk             | 1999      | 8                 |
| Sibiriak Bratsk              | 1998      | 9                 |
| Chakhtior Prokopievsk        | 2001      | 10                |
| Tchkalovets Novossibirsk     | 2005      | 1 (D4, Sibérie B) |
| Kouzbass-Dinamo Kemerovo     | 2005      | 2 (D4, Sibérie B) |
| Zaria Leninsk-Kouznetski     | 2005      | 7 (D4, Sibérie B) |

#### Classement
| Rang | Équipe                       | Pts | J  | G  | N  | P  | Bp | Bc | Diff |
| ---- | ---------------------------- | --- | -- | -- | -- | -- | -- | -- | ---- |
| 1    | Metallourg Krasnoïarsk       | 72  | 30 | 22 | 6  | 2  | 56 | 18 | +38  |
| 2    | Okean Nakhodka               | 66  | 30 | 21 | 3  | 6  | 58 | 17 | +41  |
| 3    | Dinamo Barnaoul              | 64  | 30 | 19 | 7  | 4  | 54 | 21 | +33  |
| 4    | Irtych-1946 Omsk             | 49  | 30 | 14 | 7  | 9  | 37 | 32 | +5   |
| 5    | Zvezda Irkoutsk              | 44  | 30 | 13 | 5  | 12 | 42 | 34 | +8   |
| 6    | Smena Komsomolsk-sur-l'Amour | 44  | 30 | 11 | 11 | 8  | 41 | 34 | +7   |
| 7    | Sibiriak Bratsk              | 33  | 30 | 9  | 6  | 15 | 28 | 40 | -12  |
| 8    | Tchkalovets Novossibirsk P   | 25  | 30 | 6  | 7  | 17 | 20 | 54 | -34  |
| 9    | Zaria Leninsk-Kouznetski P   | 24  | 30 | 6  | 6  | 18 | 17 | 41 | -24  |
| 10   | Kouzbass-Dinamo Kemerovo P   | 22  | 30 | 5  | 7  | 18 | 15 | 36 | -21  |
| 11   | Chakhtior Prokopievsk        | 18  | 30 | 5  | 3  | 22 | 31 | 72 | -41  |

Promotion en deuxième division
- 1er : promotion

Abréviations
- P : Promu de quatrième division

### Zone Ouest

#### Participants
Légende des couleurs
- Relégué de deuxième division
- Promu de quatrième division

| Club                                 | D3 depuis | Classement 2004       |
| ------------------------------------ | --------- | --------------------- |
| Arsenal Toula                        | 2005      | 13 (D2)               |
| Baltika Kaliningrad                  | 2005      | 20 (D2)               |
| Torpedo Vladimir                     | 2001      | 1                     |
| Volga Tver                           | 2004      | 3                     |
| Tekstilchtchik-Telekom Ivanovo       | 2003      | 4                     |
| FK Reoutov                           | 2003      | 5                     |
| Volotchanine-Ratmir Vychni Volotchek | 1998      | 6                     |
| Cheksna Tcherepovets                 | 2000      | 7                     |
| Dinamo Vologda                       | 1994      | 8                     |
| Spartak Chtchiolkovo                 | 1995      | 9                     |
| Sportakademklub Moscou               | 1998      | 11                    |
| Spartak Kostroma                     | 1998      | 12                    |
| Pskov-2000                           | 2000      | 14                    |
| Zénith-2 Saint-Pétersbourg           | 1998      | 16                    |
| Presnia Moscou                       | 2005      | 1 (D4, Moscou)        |
| FK Smolensk                          | 2005      | 2 (D4, Tchernozem)    |
| Nara-CBFR Naro-Fominsk               | 2005      | 1 (D5, Podmoskovié A) |

#### Classement
| Rang | Équipe                               | Pts | J  | G  | N  | P  | Bp | Bc | Diff |
| ---- | ------------------------------------ | --- | -- | -- | -- | -- | -- | -- | ---- |
| 1    | Baltika Kaliningrad R                | 78  | 32 | 26 | 6  | 2  | 55 | 13 | +42  |
| 2    | Dinamo Vologda                       | 62  | 32 | 19 | 5  | 8  | 57 | 38 | +19  |
| 3    | Torpedo Vladimir                     | 59  | 32 | 16 | 11 | 5  | 50 | 23 | +27  |
| 4    | Volotchanine-Ratmir Vychni Volotchek | 55  | 32 | 16 | 7  | 9  | 34 | 19 | +15  |
| 5    | Nara-CBFR Naro-Fominsk P             | 54  | 32 | 16 | 6  | 10 | 44 | 39 | +5   |
| 6    | Zénith-2 Saint-Pétersbourg           | 53  | 32 | 15 | 8  | 9  | 37 | 28 | +9   |
| 7    | Tekstilchtchik-Telekom Ivanovo       | 53  | 32 | 13 | 14 | 5  | 33 | 18 | +15  |
| 8    | FK Reoutov                           | 46  | 32 | 12 | 10 | 10 | 43 | 36 | +7   |
| 9    | Cheksna Tcherepovets                 | 44  | 32 | 11 | 11 | 10 | 34 | 39 | -5   |
| 10   | Spartak Kostroma                     | 44  | 32 | 11 | 11 | 10 | 32 | 27 | +5   |
| 11   | Spartak Chtchiolkovo                 | 42  | 32 | 11 | 9  | 12 | 39 | 39 | 0    |
| 12   | Volga Tver                           | 33  | 32 | 8  | 9  | 15 | 35 | 45 | -10  |
| 13   | Arsenal Toula R                      | 32  | 32 | 8  | 8  | 16 | 26 | 31 | -5   |
| 14   | FK Smolensk P                        | 30  | 32 | 8  | 6  | 18 | 38 | 49 | -11  |
| 15   | Presnia Moscou P                     | 24  | 32 | 5  | 9  | 18 | 32 | 54 | -22  |
| 16   | Sportakademklub Moscou               | 20  | 32 | 5  | 5  | 22 | 29 | 69 | -40  |
| 17   | Pskov-2000                           | 17  | 32 | 4  | 5  | 23 | 14 | 65 | -51  |

Promotion en deuxième division
- 1er : promotion

Relégation en quatrième division
- 17e : abandon

Abréviations
- P : Promu de quatrième division
- R : Relégué de deuxième division

1. ↑  Le Pskov-2000 se retire de la compétition à l'issue de la première moitié de saison. Ses matchs restants sont comptés comme des défaites sur le score de 3-0 en faveur de l'adversaire.

### Zone Oural-Povoljié

#### Participants
Légende des couleurs
- Relégué de deuxième division
- Promu de quatrième division

| Club                             | D3 depuis | Classement 2004                   |
| -------------------------------- | --------- | --------------------------------- |
| Neftekhimik Nijnekamsk           | 2005      | 19 (D2)                           |
| Gazovik-Gazprom Ijevsk           | 2005      | 22 (D2)                           |
| Nosta Novotroïtsk                | 2001      | 3                                 |
| Lada Togliatti                   | 2004      | 4                                 |
| Energetik Ouren                  | 1998      | 5                                 |
| Neftianik Oufa                   | 2002      | 6                                 |
| Alnas Almetievsk                 | 2001      | 7                                 |
| Dinamo Kirov                     | 1999      | 8                                 |
| Rubin-2 Kazan                    | 2004      | 10                                |
| Gazovik Orenbourg                | 1998      | 11                                |
| Volga Nijni Novgorod             | 2001      | 12                                |
| Zénith Tcheliabinsk              | 1998      | 13                                |
| Ouralets Nijni Taguil            | 1998      | 14                                |
| Tobol Kourgan                    | 2003      | 15                                |
| Sodovik Sterlitamak              | 1997      | 16                                |
| Lokomotiv Nijni Novgorod         | 2003      | 17                                |
| Lada-SOK Dimitrovgrad            | 2000      | 18                                |
| Saturn Naberejnye Tchelny        | 2005      | 1 (D4, Privoljié)                 |
| Metallourg-Metiznik Magnitogorsk | 2005      | 2 (D4, Oural-Sibérie occidentale) |

#### Classement
| Rang | Équipe                             | Pts  | J  | G  | N  | P  | Bp  | Bc | Diff |
| ---- | ---------------------------------- | ---- | -- | -- | -- | -- | --- | -- | ---- |
| 1    | Sodovik Sterlitamak                | 101  | 36 | 33 | 2  | 1  | 108 | 19 | +89  |
| 2    | Lada Togliatti                     | 82   | 36 | 25 | 7  | 4  | 79  | 24 | +55  |
| 3    | Nosta Novotroïtsk                  | 70   | 36 | 21 | 7  | 8  | 76  | 37 | +39  |
| 4    | Rubin-2 Kazan                      | 62   | 36 | 18 | 8  | 10 | 53  | 37 | +16  |
| 5    | Neftianik Oufa                     | 58   | 36 | 18 | 4  | 14 | 50  | 38 | +12  |
| 6    | Volga Nijni Novgorod               | 57   | 36 | 15 | 12 | 9  | 44  | 30 | +14  |
| 7    | Gazovik-Gazprom Ijevsk R           | 54   | 36 | 15 | 9  | 12 | 39  | 43 | -4   |
| 8    | Zénith Tcheliabinsk                | 52   | 36 | 16 | 4  | 16 | 41  | 48 | -7   |
| 9    | Lokomotiv Nijni Novgorod           | 51   | 36 | 13 | 12 | 11 | 46  | 47 | -1   |
| 10   | Alnas Almetievsk                   | 50   | 36 | 13 | 11 | 12 | 42  | 32 | +10  |
| 11   | Ouralets Nijni Taguil              | 44   | 36 | 13 | 5  | 18 | 44  | 66 | -22  |
| 12   | Dinamo Kirov                       | 42-6 | 36 | 13 | 9  | 14 | 40  | 45 | -5   |
| 13   | Metallourg-Metiznik Magnitogorsk P | 41   | 36 | 11 | 8  | 17 | 32  | 50 | -18  |
| 14   | Neftekhimik Nijnekamsk R           | 41   | 36 | 10 | 11 | 15 | 41  | 40 | +1   |
| 15   | Lada-SOK Dimitrovgrad              | 38   | 36 | 12 | 2  | 22 | 35  | 60 | -25  |
| 16   | Energetik Ouren                    | 36   | 36 | 9  | 9  | 18 | 31  | 46 | -15  |
| 17   | Gazovik Orenbourg                  | 35   | 36 | 7  | 14 | 15 | 31  | 49 | -18  |
| 18   | Tobol Kourgan                      | 21   | 36 | 5  | 6  | 25 | 22  | 69 | -47  |
| 19   | Saturn Naberejnye Tchelny P        | 13   | 36 | 3  | 4  | 29 | 23  | 97 | -74  |

Promotion en deuxième division
- 1er et 2e : promotion

Relégation en quatrième division
- 19e : relégation

- 5e, 9e, 13e et 18e : rétrogradation

Abréviations
- P : Promu de quatrième division
- R : Relégué de deuxième division
- -6 : Points de pénalité

1. ↑  Le Lada Togliatti est promu en deuxième division pour remplacer le Lokomotiv Tchita.
2. 1 2 3 4  Le Neftianik Oufa, le Lokomotiv Nijni Novgorod, le Metallourg-Metiznik Magnitogorsk et le Tobol Kourgan se retirent de la compétition à l'issue de la saison.
3. ↑  Le Dinamo Kirov se voit retirer six points pour le non-paiement de l'indemnité de transfert de Ramil Kharisov en provenance du Sodovik Sterlitamak.

### Zone Sud

#### Participants
Légende des couleurs
- Promu de quatrième division

| Club                     | D3 depuis | Classement 2004   |
| ------------------------ | --------- | ----------------- |
| Machouk-KMV Piatigorsk   | 2003      | 3                 |
| Avtodor Vladikavkaz      | 1995      | 4                 |
| Olimpia Volgograd        | 2000      | 5                 |
| Torpedo Voljski          | 1998      | 7                 |
| Angoucht Nazran          | 1996      | 8                 |
| Krasnodar-2000           | 2001      | 10                |
| Tekstilchtchik Kamychine | 2003      | 11                |
| Droujba Maïkop           | 1999      | 12                |
| SKA Rostov               | 2003      | 13                |
| Soudostroïtel Astrakhan  | 2000      | 14                |
| Rotor-2 Volgograd        | 2004      | 15                |
| Spartak-UGP Anapa        | 2005      | 2 (D4, Sud)       |
| Sotchi-04                | 2005      | 6 (D5, Krasnodar) |

1. ↑  L'équipe première du Rotor Volgograd est dissoute en fin de saison 2004, le Rotor-2 devient donc le principal représentant du club dans les compétitions nationales russes malgré son statut d'équipe réserve[1].

#### Classement
| Rang | Équipe                   | Pts | J  | G  | N | P  | Bp | Bc | Diff |
| ---- | ------------------------ | --- | -- | -- | - | -- | -- | -- | ---- |
| 1    | Angoucht Nazran          | 53  | 24 | 17 | 2 | 5  | 45 | 23 | +22  |
| 2    | Machouk-KMV Piatigorsk   | 51  | 24 | 15 | 6 | 3  | 44 | 21 | +23  |
| 3    | Rotor-2 Volgograd        | 45  | 24 | 14 | 3 | 7  | 47 | 27 | +20  |
| 4    | Olimpia Volgograd        | 45  | 24 | 13 | 6 | 5  | 54 | 27 | +27  |
| 5    | Spartak-UGP Anapa P      | 44  | 24 | 14 | 2 | 8  | 44 | 30 | +14  |
| 6    | Avtodor Vladikavkaz      | 33  | 24 | 10 | 3 | 11 | 36 | 43 | -7   |
| 7    | Sotchi-04 P              | 32  | 24 | 9  | 5 | 10 | 25 | 27 | -2   |
| 8    | Torpedo Voljski          | 31  | 24 | 9  | 4 | 11 | 34 | 28 | +6   |
| 9    | Droujba Maïkop           | 30  | 24 | 8  | 6 | 10 | 33 | 36 | -3   |
| 10   | Krasnodar-2000           | 29  | 24 | 9  | 2 | 13 | 32 | 36 | -4   |
| 11   | SKA Rostov               | 20  | 24 | 4  | 8 | 12 | 25 | 47 | -22  |
| 12   | Soudostroïtel Astrakhan  | 16  | 24 | 3  | 7 | 14 | 17 | 44 | -27  |
| 13   | Tekstilchtchik Kamychine | 11  | 24 | 3  | 2 | 19 | 12 | 60 | -48  |

Promotion en deuxième division
- 1er et 2e : promotion

Relégation en quatrième division
- 8e : rétrogradation

Abréviations
- P : Promu de quatrième division

1. ↑  Le Machouk-KMV Piatigorsk est promu en deuxième division pour remplacer l'Alania Vladikavkaz.
2. ↑  Le Torpedo Voljski se retire de la compétition à l'issue de la saison.

## Coupe PFL
La saison 2005 voit se jouer la troisième édition de la coupe PFL à la fin de la saison durant le mois de novembre. Celle-ci regroupe les vainqueurs de chaque groupe au sein d'une poule unique et les voit s'affronter chacun une fois sur terrain neutre, au stade Loujniki de Moscou. Le premier au classement à l'issue du tournoi est désigné champion de la troisième division et se voit remettre le trophée de la coupe PFL.
Le Sodovik Sterlitamak remporte la compétition et est désigné champion de la troisième division.
| Rang | Équipe                   | Pts | J | G | N | P | Bp | Bc | Diff |  | Résultats (▼ dom., ► ext.) | SOD | ANG | MET | BAL | SAL |
| ---- | ------------------------ | --- | - | - | - | - | -- | -- | ---- |  | -------------------------- | --- | --- | --- | --- | --- |
| 1    | Sodovik Sterlitamak      | 12  | 4 | 4 | 0 | 0 | 10 | 0  | +10  |  | Sodovik Sterlitamak        |     | 1-0 |     |     | 4-0 |
| 2    | Angoucht Nazran          | 6   | 4 | 2 | 0 | 2 | 5  | 5  | 0    |  | Angoucht Nazran            |     |     | 2-0 | 2-4 |     |
| 3    | Metallourg Krasnoïarsk   | 6   | 4 | 2 | 0 | 2 | 5  | 6  | -1   |  | Metallourg Krasnoïarsk     | 0-3 |     |     | 2-1 |     |
| 4    | Baltika Kaliningrad      | 4   | 4 | 1 | 1 | 2 | 6  | 7  | -1   |  | Baltika Kaliningrad        | 0-2 |     |     |     | 1-1 |
| 5    | Saliout-Energia Belgorod | 1   | 4 | 0 | 1 | 3 | 1  | 9  | -8   |  | Saliout-Energia Belgorod   |     | 0-1 | 0-3 |     |     |